# Robert del Picchia
Robert-Denis del Picchia (* 10. November 1942 in Marseille) ist ein französischer Journalist und Politiker (Les Républicains).

## Leben
Del Picchia leitete den französischen Dienst von Radio Österreich International.
In den Jahren 1998, 2008 und 2014 wurde er in den französischen Senat gewählt. Er vertritt als einer von sechs Senatoren die Auslandsfranzosen und ist Vizepräsident des Ausschusses für Auswärtige Angelegenheiten, Verteidigung und die Streitkräfte. Er ist Teil der französischen Gruppe in der Interparlamentarischen Union.